# جائزة ليو زيلارد
تُمنح جائزة جائزة ليو زيلارد (التي كانت تسمى في الأصل جائزة Leo Szilard )  سنويًا من قبل الجمعية الفيزيائية الأمريكية (APS) «لإنجازات علماء الفيزياء البارزة في تعزيز استخدام الفيزياء لصالح المجتمع». يتم تقديمه دوليًا إحياءً لذكرى الفيزيائي ليو زيلارد .
غالبًا ما تُمنح للفيزيائيين في وقت مبكر من حياتهم المهنية الذين ينشطون في مجالات مثل القضايا البيئية أو الحد من التسلح أو السياسة العلمية . اعتبارًا من 2015 يتم منح المستلم 3000 دولار بالإضافة إلى 2000 دولار مصاريف السفر ومن المتوقع أن يلقي محاضرة في اجتماع APS وفي المعامل التعليمية أو البحثية ، لتعزيز الوعي بأنشطتهم.

## المستلمون
تُمنح الجائزة سنويًا وتم تقديمها لأول مرة في عام 1974.
- 1974 ديفيد ر
- 1975 برنارد تي فيلد
- 1976 ريتشارد جاروين
- 1977 لم تمنح
- 1978 ماثيو ميسيلسون
- 1979 شيروود رولاند
- 1980 سيدني دريل
- 1981 هنري واي كيندال ، هانز بيت
- 1982 فولفجانج كيه إتش بانوفسكي
- 1983 اندريه ساخاروف [5]
- 1984 كوستا تسيبيس
- 1985 جيمس بولاك ، أو.براين تون ، توماس بي أكرمان ، ريتشارد ب. توركو ، كارل ساجان ، جون دبليو بيركس ، بول جيه.كروتزن
- 1986 آرثر روزنفيلد
- 1987 توماس ب. كوكران
- 1988 روبرت هـ. ويليامز
- 1989 أنتوني نيرو
- 1990 ثيودور بوستول
- 1991 جون هـ. جيبونز
- 1992 كورت جوتفريد
- 1993 راي كيدر ، روي وودروف
- 1994 هربرت يورك
- 1995 يفغيني فيليخوف ، روالد ساديف
- 1996 ديفيد هافيستر
- 1997 توماس إل نيف
- 1998 ديفيد بيرد غولدشتاين ، هوارد جيلر
- 1999 جون الكسندر سيمبسون
- 2000 إرميا ديفيد سوليفان
- 2001 جون هارت
- 2002 هنري سي كيلي
- 2003 روبرت هـ. سوكولو
- 2004 مارك روس
- 2005 ديفيد K. بارتون ، روجر فالكوني ، دانييل كليبنر ، فريدريك K. امب ، مينغ K. لاو ، هارفي L. لينش ، ديفيد مونكتون ، ديفيد مونتاج ، ديفيد E. موشر ، وليام Priedhorsky ، موري Tigner ، ديفيد فوغان R.
- ٢٠٠٦ بول جي.ريتشاردز
- 2007 جيمس إي هانسن
- 2008 أناتولي دياكوف ، بافل بودفيغ [6]
- 2009 ريمون جينلوز
- 2010 فرانك فون هيبل
- 2011 جون إف أهيرني
- 2012 سيغفريد هيكر
- 2013 جيفري ويست
- 2014 إم في رامانا ، رامامورتي راجارامان [7]
- 2015 أشوك جادجيل [8]
- 2016 جويل بريماك [9]
- 2017 جيمس تيمبي [10]
- 2018 إدوين ستيوارت ليمان
- 2019 ضياء ميان
- 2020 فرنسا أ. كوردوفا